# Certhilauda
Genre
Certhilauda est un genre de passereaux de la famille des Alaudidae. Il comprend six espèces d'alouettes.

## Répartition
Ce genre se trouve à l'état naturel en Afrique australe,,, et en Angola.

Répartition de Certhilauda.

## Liste des espèces
Selon la classification de référence du Congrès ornithologique international (version 8.2, 2018) (ordre alphabétique) :
- Certhilauda benguelensis (Sharpe, 1904) — Alouette de Benguela
  - Certhilauda benguelensis benguelensis (Sharpe, 1904)
  - Certhilauda benguelensis kaokoensis Bradfield, 1944
- Certhilauda brevirostris Roberts, 1941 — Alouette à bec court, Alouette de l'Agulhas
- Certhilauda chuana (Smith, A, 1836) — Alouette à bride, Alouette à ongles courts
- Certhilauda curvirostris (Hermann, 1783) — Alouette à long bec
  - Certhilauda curvirostris curvirostris (Hermann, 1783)
  - Certhilauda curvirostris falcirostris Reichenow, 1916
- Certhilauda semitorquata Smith, A, 1836 — Alouette à demi-collier, Alouette du Transvaal
  - Certhilauda semitorquata algida Quickelberge, 1967
  - Certhilauda semitorquata semitorquata Smith, A, 1836
  - Certhilauda semitorquata transvaalensis Roberts, 1936
- Certhilauda subcoronata Smith, A, 1843 — Alouette du Namaland
  - Certhilauda subcoronata bradshawi (Sharpe, 1904)
  - Certhilauda subcoronata damarensis (Sharpe, 1904)
  - Certhilauda subcoronata gilli Roberts, 1936
  - Certhilauda subcoronata subcoronata Smith, A, 1843